# Conacul Pană Filipescu

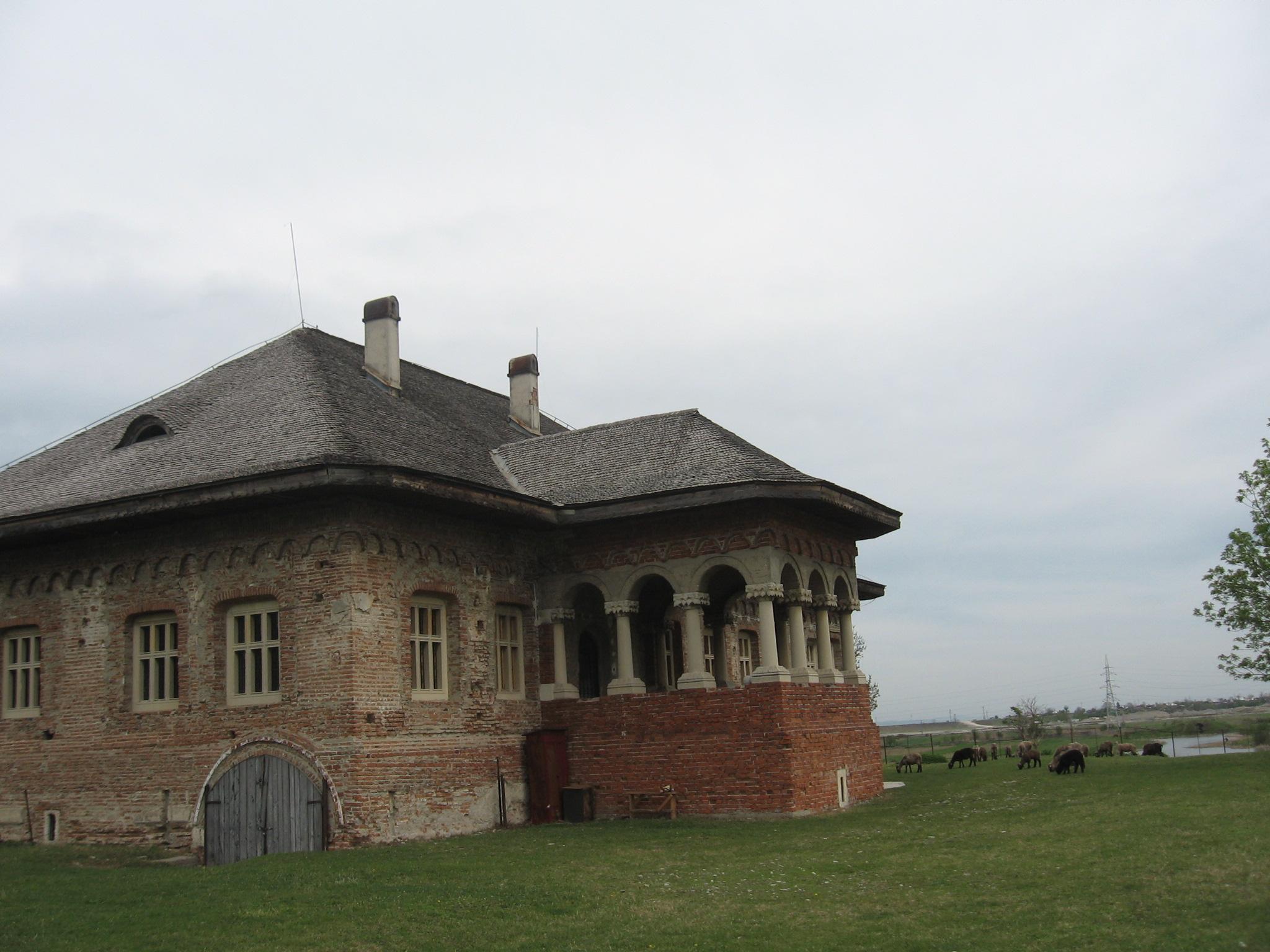
Conacul Pană Filipescu, în 2008

Conacul Pană Filipescu a fost construit în secolul al XVII-lea, în jurul anului 1650, în satul Filipeștii de Târg (actualmente în județul Prahova), de marele logofăt Pană Filipescu, soțul Mariei Cantacuzino (fiica mare a postelnicului Constantin Cantacuzino). Funcția boierului era una foarte înaltă în Valahia, deoarece era conducătorul Divanului Domnesc, puntea de legătură între monarh și forul legislativ boieresc.
Moșia a aparținut Filipeștilor până după Primul Război Mondial, când a fost vândută Cantacuzinilor. În prezent, conacul se află în administrarea Muzeului de Istorie și Arheologie Prahova.

## Descriere
Conacul este construit în stil tradițional, cu foișor și coloane. Are un parter înalt sub care se află beciuri cu uși largi. În trecut, adăpostea bogata și vestita bibliotecă a lui Constantin Cantacuzino Stolnicul, cel care a renunțat la tronul Valahiei în favoarea nepotului său, Constantin Brâncoveanu.
Intrarea conacului este dominată de un foișor cu coloane ale căror capiteluri susțin arcade semicirculare. În cele zece camere nu a mai rămas nici o urmă a vechilor proprietari.
Construcția, care a început la 1635 și s-a terminat undeva pe la 1641, avea un sistem de încălzire cu apă și apă curentă plus baie, ceva foarte rar întâlnit la momentul respectiv.
Clădirea masivă, cu ziduri groase de un metru, a fost restaurată între anii 1968 -1971 de arhitectul Mișu Rădulescu, însă de atunci conacul s-a degradat și a ajuns o ruină, pentru că autoritățile locale nu au avut fondurile necesare pentru întreținerea sa.
În prezent, conacul este declarat monument istoric, înscris în lista monumentelor istorice din județul Prahova ca parte a ansamblului Curtea boierească a lui Pană Filipescu (cod LMI PH-II-a-A-16489) și este singurul monument de arhitectură din județul Prahova ce face trecerea către stilul brâncovenesc.

## Intenții de restaurare
Pe 16 iulie 2012 a fost semnat contractul de finanțare a restaurării Conacului Pană Filipescu, cu fonduri din Programul Operațional Regional. Valoarea totală a proiectului este de 13.148.597,54 lei, din care 9.405.473,27 lei nerambursabili. Durata de implementare este de 31 de luni.
În cadrul proiectului propus de CJ Prahova se au în vedere restaurarea, protecția și conservarea fațadelor și alte lucrări exterioare pentru evidențierea obiectivului turistic de patrimoniu, dotări interioare (tâmplărie din lemn, instalații, echipamente și dotări pentru asigurarea condițiilor de climatizare, siguranță la incendii și antiefracție), precum și modernizarea utilităților aferente obiectivului.
După ce va fi restaurat, edificiul va fi transformat în Muzeu de Artă Brâncovenească. În spațiul de la parter, cu o suprafață de 430 m², va fi expusă o colecție de artă brâncovenească și vor fi amenajate birouri pentru muzeografi. În spațiul de la subsol, de 436,35 m², în care fosta Cooperativă Agricolă de Producție din perioada comunistă depozita cartofii, va fi amenajată o expoziție de piese de lapidariu (pietre mari, sculptate sau gravate), iar podul conacului va fi transformat în mansardă, în acest spațiu urmând a fi amenajată o sală de conferințe. În curtea conacului, vor fi plantați pomi fructiferi, pomi ornamentali, vor fi amenajate alei și platforme pietonale.

## Muzeu
După finalizarea renovării, la 24 mai 2016 a fost deschis Muzeul ,,Conacul Pană Filipescu”, ca secție a Muzeului Județean de Istorie și Arheologie Prahova. 
Expoziția permanentă cuprinde: documente care prezintă în paralel evoluția celor două familii –Cantacuzino și Filipescu, de-a lungul timpului; portretul în mãrime naturalã al stolnicului Mihai Cantacuzino realizat de Theodor Aman; machete ale principalelor ctitorii Cantacuzini din județul Prahova; carte veche bisericească; icoane; copia fidelă a unei tiparnițe de secol XVIII; podoabe de epocă; veșmânt de domniță cusut cu fir de aur și argint care atestă bogăția foștilor proprietari ai conacului. O sală a fost dedicată celui mai bogat român de la începutul secolului XX, Gheorghe Grigore Cantacuzino – Nababul. 
În beciul conacului pot fi vizitate expoziții de arheologie -bunuri culturale mobile, descoperite în timpul lucrãrilor de restaurare, aferente primei faze de construire a conacului; momente din activitatea agricolã a zonei ilustrate prin obiecte tradiționale pentru lucratul pământului; o expoziție lapidarium care cuprinde cruci si pietre funerare, capiteluri și ancadramente bogat decorate, sculptate în piatră.
Lucrările de restaurare a clădirii, au scos la suprafață și trei ghețării aflate pe aripa de nord a conacului, reamenajate pentru a putea fi vizitate. 
În parcul amenajat cu alei, bănci, flori și pomi fructiferi sunt amplasate statuile domnitorilor Mihai Viteazul și Șerban Cantacuzino, a postelnicului Constantin Cantacuzino, a fiului acestuia, marele spătar Drăghici Cantacuzino și a ginerelui sãu, marele logofăt Panã Filipescu.